# ماساهیکو هارادا
ماساهیکو هارادا (انگلیسی: Masahiko Harada؛ زادهٔ ۹ مهٔ ۱۹۶۸) اسکی‌باز پرش و مربی (ورزش) اهل ژاپن است.